# Casaleggio Boiro
Casaleggio Boiro (piemontiul: Casalegio Bòiro) település Olaszországban, Piemont régióban, Alessandria megyében. Lakosainak száma 354 fő (2023. január 1.). Casaleggio Boiro Bosio, Lerma, Montaldeo, Mornese és Tagliolo Monferrato községekkel határos.

## Népesség
A település népességének változása:
| Lakosok száma | 370  | 373  | 354  |
|               | 2017 | 2018 | 2023 |